# Zakaria Kiani
Zakaria Kiani (en arabe : زكرياء كياني), né le 22 janvier 1997 à Rabat, est un footballeur marocain évoluant au poste de latéral droit au Wydad AC.

## Biographie
Zakaria Kiani naît à Casablanca et intègre très jeune le centre de formation des FAR de Rabat, avant de signer son premier contrat professionnel en 2018 au RCA Zemamra.
Il fait ses débuts professionnels lors de la saison 2018-2019, lors d'un match de Coupe du Maroc face au Chabab Atlas Khénifra (défaite, 2-1). Dans la saison qui suit, il s'impose en tant que titulaire et dispute 18 matchs en Botola Pro.
Le 28 octobre 2020, il signe un contrat de deux ans au Wydad Casablanca. Le 18 juillet 2021, il dispute son premier match avec le Wydad AC face à l'Ittihad de Tanger en entrant en jeu à la 20ème minute à la place de Badr Gaddarine, sorti sur blessure (défaite, 2-4). Doublure d'Ayoub El Amloud, il dispute seulement un match en championnat. En fin de saison, il finit par remporter le championnat marocain, après une victoire de 0-2 à l'extérieur contre le Mouloudia d'Oujda.

## Palmarès

### En club
Wydad Athletic Club
- Championnat du Maroc (1) :
  - Champion : 2020-21.